# Pomnik Serca Jezusowego w Poznaniu (Piątkowo)
Pomnik Serca Jezusowego – pomnik w Poznaniu, po wschodniej stronie ul. Piątkowskiej (Piątkowo).

## Historia
Pomnik został wzniesiony w dowód wdzięczności odzyskania wolności Ojczyzny w 1923 z funduszy katolickich obywateli Piątkowa narodowości polskiej (zbiórkę na ten cel przeprowadzono w 1922). Był to pierwszy na terenie Wielkopolski pomnik wdzięczności wzniesiony po 1918.
Obiekt został zburzony przez okupantów niemieckich w noc sylwestrową 1939. Resztki figury zostały przez nich zakopane w pobliżu lokalizacji pomnika. Monument został odbudowany w 1948. Stanowi on kopię pomnika z 1923.